# Dactylicapnos leiosperma
Dactylicapnos leiosperma är en vallmoväxtart som beskrevs av Lidén. Dactylicapnos leiosperma ingår i släktet Dactylicapnos och familjen vallmoväxter. Inga underarter finns listade i Catalogue of Life.